# Afërdita Tusha
Afërdita Tusha (ur. 3 października 1945 w Tiranie, zm. 23 września 2018) – albańska strzelczyni, olimpijka. 
Brała udział w Letnich Igrzyskach Olimpijskich 1972. Startowała w jednej konkurencji, w której zajęła 51. miejsce. 
Na tych igrzyskach pełniła także funkcję chorążego reprezentacji.

## Wyniki olimpijskie
| Igrzyska | Konkurencja            | Wynik                          | Miejsce |
| -------- | ---------------------- | ------------------------------ | ------- |
| IO 1972  | Pistolet dowolny, 50 m | 522 punkty (85-94-87-83-87-86) | 51.     |